# جزيرة هيس
جزيرة هيس هي جزيرة تقع في أرخبيل فرنسوا جوزيف، روسيا.